# 金山街道 (伊春市)
金山街道，是原中华人民共和国黑龙江省伊春市金林区下辖的一个乡镇级行政单位。2016年，伊政函【2016】94号文件撤销金山街道办事处这个建制，下辖地区由金山屯区直辖。

## 行政区划
原金山街道下辖以下地区：
。